# DKW KS 200
Die DKW KS 200 ist ein Motorradmodell, das die Auto Union AG im DKW-Stammwerk in Zschopau von 1936 bis 1940 baute. Bedingt durch die Auswirkungen des Zweiten Weltkrieges ist die KS 200 das letzte Modell der Hubraumklasse 200 cm³ in der Geschichte des Herstellers aus dem Stammwerk in Zschopau.

## Technik
Die KS 200 ist das Nachfolgemodell der KM 200. Der Pressstahlprofilrahmen wurde geringfügig verlängert und verstärkt, der Antrieb sozusagen unverändert übernommen. Das Mischungsverhältnis konnte auf 1 : 25 gesenkt werden. Die Modelle waren serienmäßig mit 50-Watt-Beleuchtungsanlage, elektrischem Horn, Gepäckträger, seitlich angeordnetem Werkzeugkasten sowie Stoß- und Lenkungsdämpfer ausgerüstet, die Position von Lenker und Fußrasten sind einstellbar. Der Frontscheinwerfer ist gegenüber der KM 200 tropfenförmig. Rahmen und Anbauteile waren standardmäßig einheitlich schwarz lackiert, im Steuerkopf war der Einbau eines Lenkerschlosses vorbereitet.
1938 wurde die KS 200 überarbeitet: Sie erhielt einen überarbeiteten Zylinder samt Zylinderdeckel und das Kolbenhemd wurde verlängert. Das Bohrung-Hub-Verhältnis blieb dabei gleich.
Die Auto Union AG warb 1936 in einem Prospekt: „Für nur 540,— RM eine echte 200er DKW mit ihren überlegenen und unübertroffenen technischen Vorzügen – ein Angebot, ebenso einzigartig durch seinen Preis wie durch die Qualität der Konstruktion.“
| DKW KS 200            | DKW KS 200                                                |
| --------------------- | --------------------------------------------------------- |
| Baujahre              | 1936–1940                                                 |
| Motor                 | fahrtwindgekühlter Einzylinder-Zweitaktmotor, Kickstarter |
| Steuerung             | Schlitzsteuerung                                          |
| Ladungswechsel        | Umkehrspülung                                             |
| Bohrung × Hub         | 63 × 64 mm                                                |
| Hubraum               | 198 cm³                                                   |
| Nennleistung          | 7 PS (5,1 kW)                                             |
| Vergaser              | Graetzin KF 20 S                                          |
| Schmierung            | Zweitaktgemisch 1 : 25                                    |
| Getriebe              | 3-Gang-Getriebe                                           |
| Endantrieb            | Kette                                                     |
| Rahmenbauart          | Pressstahlprofilrahmen                                    |
| Radaufhängung vorn    | Parallelogrammgabel mit Schraubenfeder                    |
| Radaufhängung hinten  | Starrrahmen                                               |
| Bremsen vorn/hinten   | Innenbackenbremsen                                        |
| Leergewicht           | 110 kg                                                    |
| Höchstgeschwindigkeit | 85 km/h                                                   |